# Полянская бумагопрядильная фабрика
Полянская бумагопрядильная фабрика — крупное бумагопрядильное предприятие, основанное в 1850 году в селе Поляна Московского уезда (сейчас микрорайон Лобни). Работало вплоть до 2017 года.

## История
В 1849 году московские купцы 1-й гильдии братья Александр, Ксенофонт и Константин Крестовниковы получили разрешение на открытие фабрики в селе Поляна, и в 1850 году фабрика была построена, купцы стали выпускать пряжу из хлопка. Дата открытия фабрики — 7 августа 1850 год по старому стилю (20 августа по новому стилю).
В 1851 году купцам было выдано свидетельство на право владения фабрикой. В справочнике Карла Нистрема предприятие упоминается как «бумагопрядильная фабрика почётного гражданина Крестовникова, Александра Козмина». Также, позже фабрика упоминается как «бумагопрядильная фабрика братьев Крестовниковых», «Полянская бумагопрядильная фабрика Фабрично-Торгового Товарищества „Братья Крестовниковы“». Фабрику построили на правом берегу реки Альбы, ее строения расположились напротив деревни Пучки. Река во время строительства была запружена. По состоянию на 1859 год на фабрике работало 40 машин, было 250 рабочих и 8 тысяч веретен. В 1859 году произошел пожар и фабрика сгорела, чтобы восстановить всё понадобились десятилетие.
После отмены крепостного права в 1861 году, крестьяне могли выбирать между обработкой земли и работой на фабрике, и многие отдавали предпочтение второму варианту. В 1879 году была построена жилая казарма для рабочих, затем баня и торговая лавка.
Был построен новый трехэтажный корпус и газовый завод. По состоянию на 1880 год, количество работников фабрики насчитывало 750—800 человек, у фабрики было 29 тысяч веретен. Преимущественная часть рабочих постоянно работали на фабрике, люди жили в жилых казармах, строительство которых началось в 1879 году.
В 1880-х годах рабочие на фабрике боролись за улучшение условий работы. В феврале 1883 года ими была проведена забастовка, которая длилась три дня. Еще одна забастовка произошла в 1896 году.
На предприятии помимо взрослых, работали подростки и дети.
В начале XX века были построены новые производственные корпуса. Прядильных и крутильных веретен на фабрике было до 30 тысяч. Были построены казармы для рабочих из кирпича, баня, жилье для служащих. Свою работу начала фабричная больница. К 1908 году на фабрике было 68 556 прядильных веретен, в 1911 году их количество составило 76 612.
В декабре 1905 года на Полянской фабрике началась забастовка, которая была подавлена властями, активные участники забастовки лишились работы, а организаторы арестованы.
По состоянию на 1913 год на фабрике Крестовниковых работало 405 мужчин и 891 женщина.
С декабря 1914 года по март 1916 года фабрика вырабатывала миткаль.
К 1917 году на фабрике выпускалось 700—750 пудов пряжи в сутки средних и низких номеров, что составляло около 12 тон. Годовая прибыль составила 705 тысяч рублей.
В октябре 1917 года рабочие приняли резолюцию о переходе власти к Советам.
В марте 1917 года на фабрике был создан фабричный комитет, стараниями которого на фабрике был введен 8-часовой рабочий день, зарплата рабочих была повышена.
Три большие казармы, госпиталь, баня, магазин сохранились до нашего времени. Была утрачена «первая казарма» по улице Спортивной, 1.
В июне 1918 года была национализирована фабрика. Отсутствие хлопка и топлива привело к закрытию фабрики, у многих людей из-за этого не было средств к существованию.
В 1920 году производство на фабрике стало восстанавливаться, начался набор рабочих. В 1922 году при фабрике появилась первая в округе школа ФЗУ — фабрично-заводское ученичество.
В 1920—1930-е годы фабрика продолжила свою работу и расширила производство. Был построен клуб с залом на 700 зрителей, стадион, двухэтажный магазин. В 1940 году фабрика была награждена орденом Трудового Красного Знамени. В 1941 году предприятие сильно пострадало, а начиная с 1943 года работало для фронта. На 1975 год пришелся пик работы фабрики, было выпущено 8000 тонн пряжи. В 2017 году фабрика закрылась, сейчас в ее помещениях работают арендаторы.